# Ixora sparsiflora
Ixora sparsiflora är en måreväxtart som beskrevs av Adolph Daniel Edward Elmer. Ixora sparsiflora ingår i släktet Ixora och familjen måreväxter. Inga underarter finns listade i Catalogue of Life.